# قناع غير قابل لإعادة التنفس

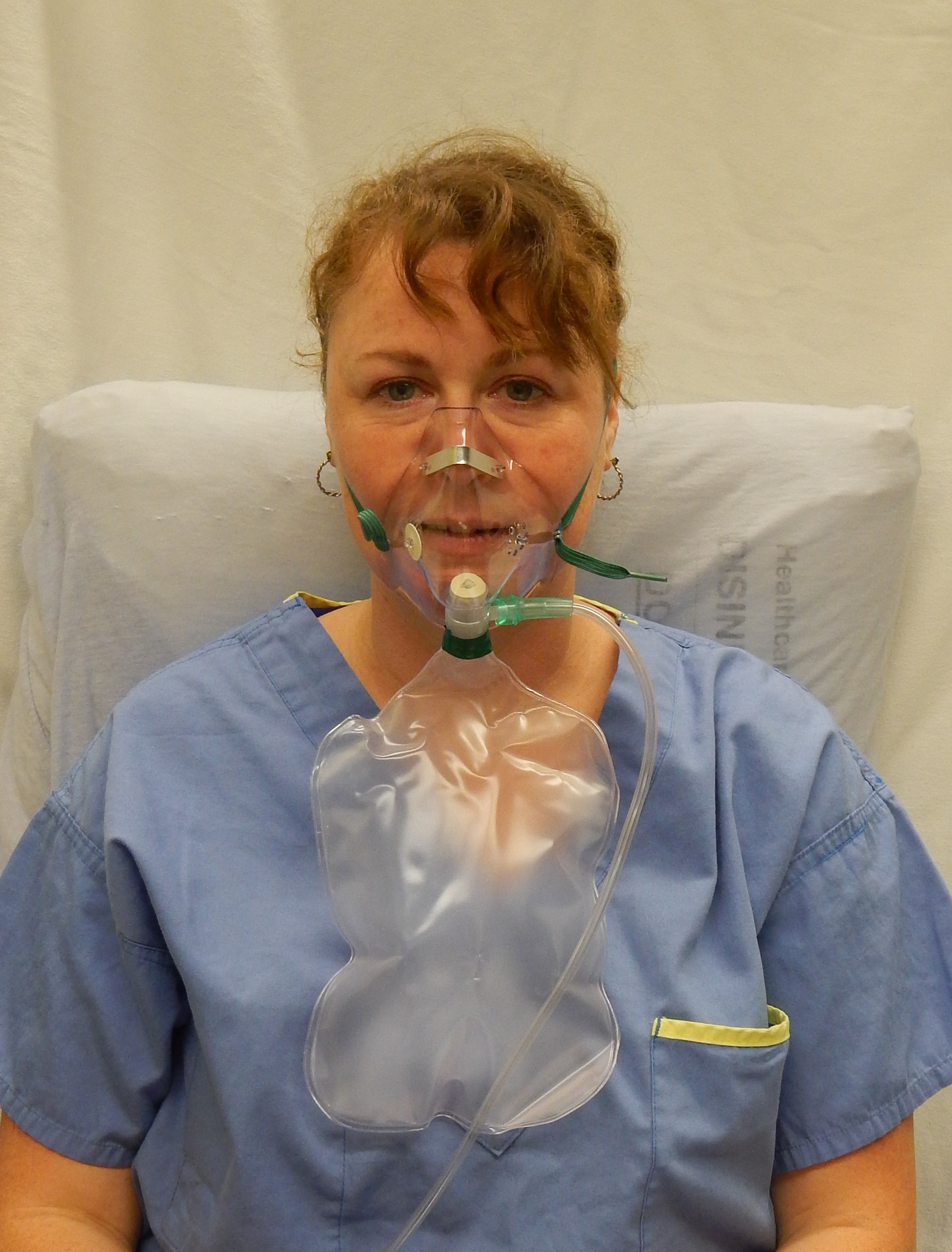
قناع غير قابل لإعادة التنفس يغطي أنف وفم المرأة

القناع غير القابل لإعادة التنفس أو قناع الأكسجين مع كيس الخزان (بالإنجليزية: Non-rebreather mask) هو جهاز يستخدم في الطب للمساعدة في توصيل العلاج بالأكسجين. يتطلب القناع غير القابل لإعادة التنفس أن يتمكن المريض من التنفس دون مساعدة، ولكن على عكس قنية الأنف منخفضة التدفق، يسمح القناع غير القابل لإعادة التنفس بتوصيل تركيزات أعلى من الأكسجين. لا يسمح القناع المثالي غير القابل لإعادة التنفس باستنشاق الهواء من البيئة المحيطة، وبالتالي فإن حدوث عطل في مصدر الغاز (على سبيل المثال، يتم تصريف خزان الأكسجين بالكامل) يشكل تهديدًا للحياة.

## التصميم
يغطي القناع غير القابل لإعادة التنفس كلاً من أنف وفم المريض ويتم ربطه باستخدام حبل مرن حول رأس المريض. يحتوي القناع غير القابل لإعادة التنفس على حقيبة خزان مرفقة، عادةً بسعة لتر واحد، تتصل بخزان أكسجين خارجي أو نظام إمداد الأكسجين بالجملة. قبل وضع قناع غير إعادة التنفس على المريض، يتم نفخ كيس الخزان إلى أكثر من الثلثين من الأكسجين، بمعدل 15 لترًا في الدقيقة. يتم استنفاد ما يقرب من ¹⁄₃ من الهواء من الخزان عندما يستنشق المريض، ثم يتم استبداله بالتدفق من مصدر الأكسجين. إذا أصبح الكيس مفرغًا تمامًا، فلن يكون لدى المريض مصدر للهواء للتنفس.
يتم توجيه هواء الزفير من خلال صمام أحادي الاتجاه موجود في القناع، مما يمنع استنشاق هواء الغرفة وإعادة استنشاق هواء الزفير. يسمح الصمام، بالإضافة إلى الختم الكافي حول أنف وفم المريض، بإدخال تركيزات عالية من الأكسجين، حوالي 60% - 90% O2. تشير العديد من الكتب المدرسية إلى تركيزات أعلى للأكسجين، لكن الدراسات الرسمية التي تشير إلى هذه المستويات لا يتم الرجوع إليها للبحث. يجب على المريض تفريغ كيس الخزان جزئيًا أثناء الإلهام وإلا فلن يتم تحقيق تركيز الأكسجين العالي، وسيوفر القناع فقط إعداد معدل التدفق على مقياس التدفق.
من الناحية المثالية، لن يسمح القناع غير القابل لإعادة التنفس باستنشاق الهواء من البيئة المحيطة. ومع ذلك، نظرًا لمخاوف السلامة المتعلقة بالحماية ضد الاختناق في حالة تعطل مصدر الغاز (أي يتم تصريف أسطوانة الأكسجين بالكامل)، تتم عادةً إزالة أحد الصمامين أحادي الاتجاه، مما يسمح باستنشاق الهواء الخارجي بدرجة كبيرة . ومع ذلك، نظرًا لأن جميع أقنعة عدم إعادة التنفس تقريبًا يمكن التخلص منها، ويتم تصنيعها بحجم شخص بالغ واحد، فإن معظمها (من عقود من المراقبة السريرية) لا توفر ختمًا جيدًا على وجه المريض الفردي، وبالتالي تسمح بتدفق كميات كبيرة من الهواء المحيط ( معظم الهواء يتبع المسار الأقل مقاومة)، ويخفف الأكسجين المقدم. ومن ثم، فإن عددًا قليلًا جدًا من المرضى يحصلون على أي شيء قريب من 100٪ من الأكسجين. مطلوب تدفقات عالية جدًا (> = 30 لتر لكل دقيقة) من مقياس تدفق الأكسجين للتغلب جزئيًا على تخفيف هواء الغرفة. علاوة على ذلك، كلما زاد معدل تدفق الشهيق لدى المريض، زاد التخفيف من الهواء. يتطلب معظم المرضى القليل جدًا من الجهد للإلهام بمعدلات تدفق تزيد عن 50 لترًا في الدقيقة (يمكن رؤيتها بسهولة في مختبر وظائف الرئة من خلال اختبار قياس التنفس الروتيني).
تم تصميم أقنعة إعادة التنفس الجزئية لالتقاط أول 150 مل من نفس الزفير في كيس الخزان للاستنشاق أثناء التنفس اللاحق. تم تسليم هذا الجزء من النفس في البداية في نهاية الاستنشاق، وبالتالي تم تسليمه إلى تشريح "الفضاء الميت" حيث لم يحدث تبادل الغازات. ولذلك، لن يكون هناك استنفاد للأكسجين ولا زيادة لثاني أكسيد الكربون أثناء مكون إعادة التنفس.

## الاستخدام
يتم استخدام القناع غير القابل لإعادة التنفس للمرضى الذين يعانون من الصدمات الجسدية، وتقييد مجرى الهواء المزمن، والصداع العنقودي، واستنشاق الدخان، والتسمم بأول أكسيد الكربون، أو أي مرضى آخرين يحتاجون إلى أكسجين عالي التركيز، لكنهم لا يحتاجون إلى مساعدة في التنفس. المرضى الذين يشعرون بعدم الراحة عند وجود قناع على وجوههم، مثل أولئك الذين يعانون من رهاب الأماكن المغلقة، أو المرضى الذين يعانون من إصابات في الفم هم أكثر عرضة للاستفادة من قنية الأنف، أو الأكسجين السلبي ("النفخ"). يحتاج المرضى غير القادرين على التنفس بمفردهم إلى تهوية ميكانيكية غازية أو غير جراحية.

## أنظر أيضًا
- العلاج بالأكسجين – استخدام الأكسجين كعلاج طبي.
- قنية أنفية – جهاز طبي لتوصيل الأكسجين الإضافي.
- قناع صمام الكيس – جهاز محمول باليد لتوفير تهوية بالضغط الإيجابي.